# 圣多明戈斯 (几内亚比绍)
圣多明戈斯（葡萄牙語：São Domingos）是几内亚比绍卡谢乌区的县及城市名。县内设有几内亚比绍和塞内加尔的主要边界关卡，为杰格（几内亚比绍一侧）和姆帕克（塞内加尔一侧）。根据2016年的报道，西非经济货币联盟将会对当地的边界关卡进行投资改善。